# Кухурештій-де-Жос
Кухурештій-де-Жос (рум. Cuhureștii de Jos) — село у Флорештському районі Молдови. Адміністративний центр однойменної комуни, до складу якої також входить село Ципордей.

## Населення
За даними перепису населення 2004 року у селі проживали 1835 осіб.
Національний склад населення села:
| Національність   | Кількість осіб | Відсоток   |
| ---------------- | -------------- | ---------- |
| молдавани румуни | 1814 7         | 98,9% 0,4% |
| росіяни          | 9              | 0,5%       |
| болгари          | 3              | 0,2%       |
| українці         | 2              | 0,1%       |
| Всього           | 1835           | 100%       |

## Відомі люди
- Юстин Штефан Фреціман — історик, член Румунської академії наук.